# 서석도서관
서석도서관은 강원특별자치도 홍천군에 있는 도서관이다.

## 연혁
- 2019년 9월 5일 개관.

## 시설 현황
- 1층: 일반자료실, 어린이자료실, 유아자료실, 사무실
- 2층: 시청각실, 문화강좌실, 열람실, 휴게실

## 이용 안내
이용 시간
- 도서관 이용시간: 매일 09:00~18:00
- 일반 자료실: 매일 09:00 ~ 18:00
- 열람실: 매일 09:00 ~ 22:00

휴관일
- 매주 월요일 및 법정 공휴일
- 임시 휴관일: 기타 군수가 필요하다고 인정한 날